# Suvorexant

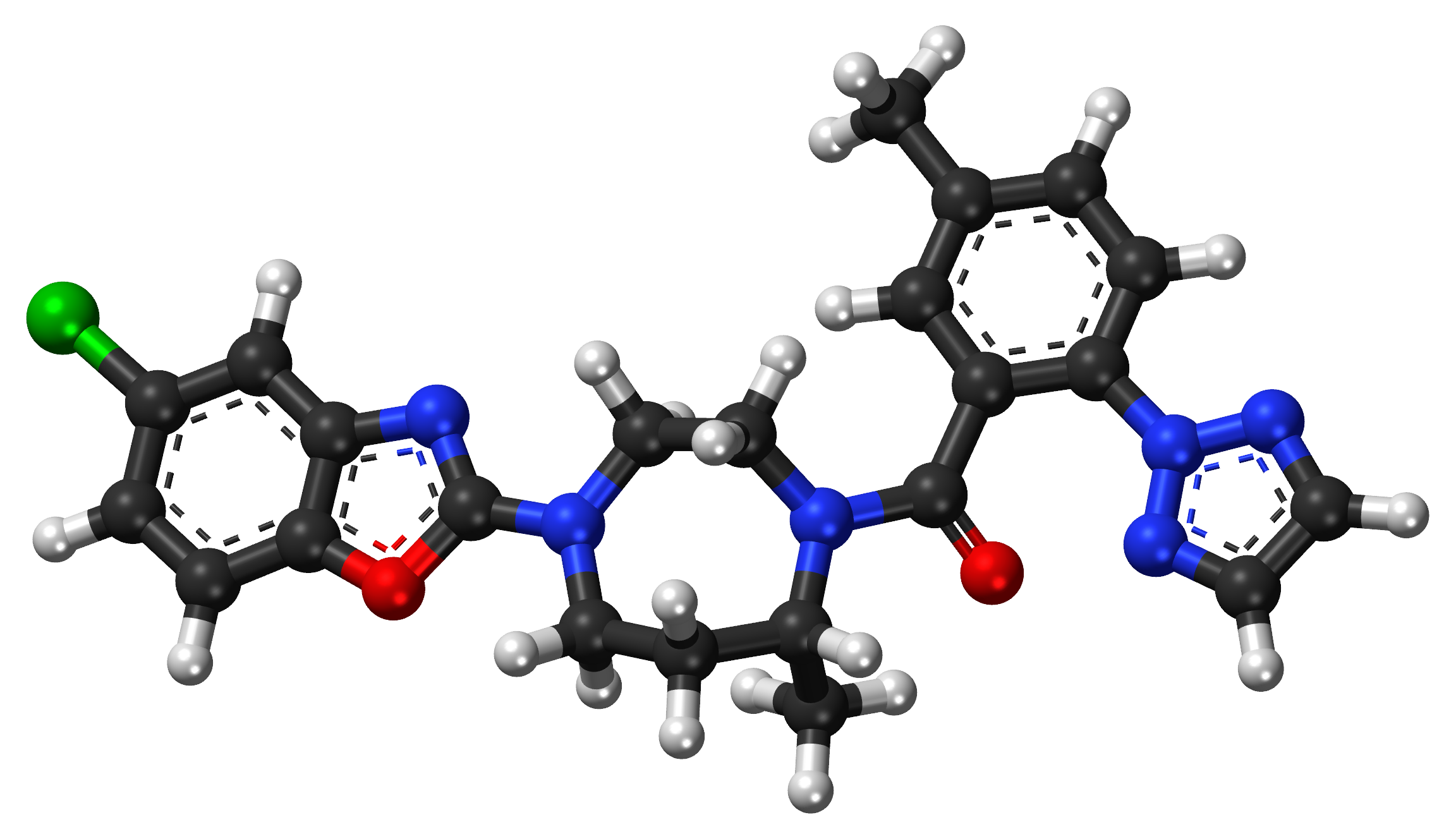
A Suvorexant molekulájának golyós modellje

A suvorexant (márkaneve: Belsomra) orexinantagonista gyógyszer, amelyet az inszomnia kezelésére alkalmaznak. Különösen az álmatlanság kezelésére indokolt, amelyet a felnőttek alvás megkezdése és/vagy fenntartása nehézségei jellemeznek. A suvorexant gyorsítja az elalvást, és elősegíti a hosszabb alvást. Hatékonysága szerény,  és hasonló a többi orexinantagonistához, de alacsonyabb a benzodiazepinekénél. A suvorexant orálisan vehető be.
A suvorexant mellékhatásai közé tartozik az aluszékonyság, a nappali álmosság, fejfájás, szédülés, a rendellenes álmok, a szájszárazság és a másnapi vezetési képességek károsodása. Ritkán előfordulhat alvási bénulás, alvással kapcsolatos hallucinációk, alvajárás, és öngyilkossági gondolatok. Nem jelentkezik jelentős mértékű tolerancia, függőség vagy elvonási tünet a gyógyszeres kezelés során. A suvorexant egy kettős orexinreceptor-antagonista (DORA): az OX1 és OX2 receptorok szelektív kettős antagonistájaként működik. A gyógyszer közepes eliminációs felezési ideje 12 óra, a csúcsidő pedig körülbelül 2-3 óra. A benzodiazepinekkel ellentétben a suvorexant nem lép kölcsönhatásba a GABA receptorokkal, attól elkülönülő hatásmechanizmussal rendelkezik.
A suvorexant fejlesztése 2006-ban kezdődött, és 2014-ben kezdődött meg gyógyászati használata. A suvorexant nem áll rendelkezésre generikus formában. Mellette más orexinreceptor-antagonistákat is kifejlesztettek már, mint például a Lemborexant és a Daridoxerant.

## Gyógyászati felhasználás
A suvorexant az álmatlanság kezelésére alkalmazzák, amelyet az elalvással és/vagy az alvás fenntartásával kapcsolatos nehézségek esetén használják felnőtteknél. Egy 15-20 mg-os dózis és a kezelés és a placebo közötti különbséget tekintve akár 10 perccel is csökkenti az elalváshoz szükséges időt, és körülbelül 15-30 perccel csökkenti az ébrenléttel töltött időt időt az elalvás után, valamint körülbelül 10-20 perccel növeli a teljes alvási időt. Egy 2017-es szisztematikus áttekintés és metaanalízis a suvorexant álmatlanságra vonatkozó randomizált, kontrollált vizsgálatairól szintén azt találta, hogy a gyógyszer javította a szubjektív alvás kezdetét, a szubjektív teljes alvásidőt és a szubjektív alvásminőséget, amennyiben egy-három hónapos kezelés után értékelték. A suvorexant jóváhagyott dózisainak hatékonysága (≤20 mg) az álmatlanság kezelésében szerénynek mondható.

## Mellékhatások
A suvorexant mellékhatásai (15-20 mg dózis esetén) közé tartozik az álmosság (7% vs. 3% placebo esetén) és fejfájás (7% vs. 6% placebo esetén). Úgy tűnik, hogy a suvorexanttal alkalmazott aluszékonyság dózisfüggő, 10 mg esetén 2%-os arányban jelent meg, 20 mg dózis esetén 5%-ban, 20, 40 mg dózis esetén pedig 11-12%-ban, a placebo 0,4%-ához képest. Kevésbé gyakori mellékhatások (15-20 mg) közé tartozik a szédülés (3% vs. 2% placebónál), rendellenes álmok (2% vs. 1% placebónál), hasmenés (2% vs. 1% placebónál), szájszárazságot (2% vs. 1% placebo esetében), felső légúti fertőzés (2% vs. 1% placebo esetén) és köhögés (2% vs. 1% placebó esetén). Nagy dózisú suvorexant (80 mg) nagyobb gyakorisággal okoz szédülést (5% vs. 0% placebo esetén) és kóros álmokat (5% vs. 1% placebónál).

## Fordítás
Ez a szócikk részben vagy egészben  a   Suvorexant című angol Wikipédia-szócikk ezen változatának fordításán alapul.  Az eredeti cikk szerkesztőit annak laptörténete sorolja fel. Ez a jelzés csupán a megfogalmazás eredetét és a szerzői jogokat jelzi, nem szolgál a cikkben szereplő információk forrásmegjelöléseként.